# Niilo Tarvajärvi
Niilo Tarvajärvi (6 de diciembre de 1914 – 25 de agosto de 2002) fue un periodista radiotelevisivo, político y deportista finlandés.

## Biografía

### Inicios
Su nombre completo era Niilo Einar Tarvajärvi, y nació en Espoo, Finlandia. Graduado en la Escuela Superior de Defensa Nacional en 1939, durante la Guerra de invierno y la Guerra de continuación sirvió en una unidad de baterías de artillería, y tras las contiendas trabajó en el Departamento de Capacitación del Estado Mayor y como ayudante del Comandante de las Fuerzas de Defensa. Se licenció con el empleo de Capitán en el año 1950. 

### Carrera radiotelevisiva
Tarvajärvi es sobre todo recordado por el programa radiofónico Tervetuloa aamukahville y el televisivo Palapeli. Su show Aamukahvi tenía un tema musical compuesto por el pianista Harry Bergström.
Tarvajärvi fue también periodista del departamento de teatro y comentarista radiofónico entre 1950 y 1957. Además de Tervetuloa aamukahville, fue director del show Lauantaisauna. Tras su período radiofónico, fue periodista televisivo en YLE entre 1958 y 1960. Motivado por su trabajo televisivo, Tarvajärvi hizo un viaje de estudios a los Estados Unidos en 1959. Entre 1960 y fue periodista televisivo independiente, y de 1974 a 1976 trabajó para la sección de entretenimiento de YLE.
Tarvajärvi y Teija Sopanen recibieron en 1962 el primer premio Telvis al actor televisivo más popular. Además, el presidente Mauno Koivisto entregó a Tarvajärvi el título de Consejero de Cámara en el año 1989.

### Otras actividades
Además de su carrera en el mundo del espectáculo, Tarvajärvi fue miembro del Partido Coalición Nacional entre 1970 y 1972.
En su juventud, Niilo Tarvajärvi fue jugador de béisbol, obteniendo el subcampeonato en su país en 1937. Fue seleccionado para jugar el Partido Este-Oeste en 1938, habiendo ya jugado en 1934 contra Estonia, partido que ganó su país.

### Vida privada

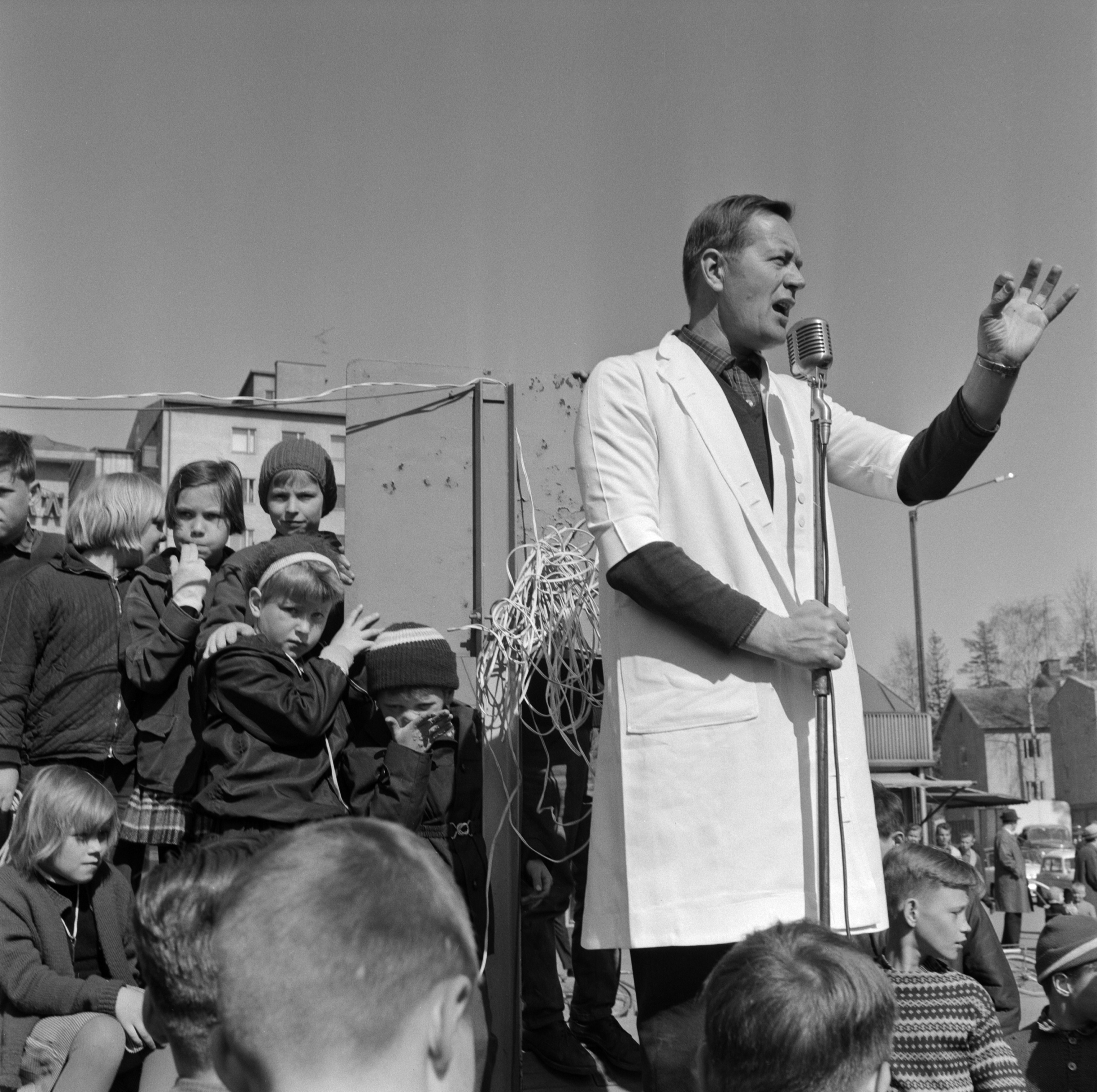
Niilo Tarvajärvi hablando en Herttoniemi en 1962

Niilo Tarvajärvi falleció en Helsinki, Finlandia, en el año 2002, a los 87 años de edad. Había estado casado desde 1942 con la enfermera Maija-Liisa Savimaa, con la que tuvo una hija y tres hijos. El futbolista Niklas Tarvajärvi es nieto suyo.

## Obras
- Otava, ed. (1957). Seutulasta Melbourneen ja takaisin. Helsinki.
- Kustannus Oy Lehmus, ed. (1964). Tarvan mustelmat. Tampere.
- Kauppiaitten kustannus, ed. (1989). Satu maista. Helsinki. ISBN 951-635-731-8.